# Гаїті на зимових Олімпійських іграх 2022
Збірна Гаїті взяла участь у зимових Олімпійських іграх 2022, що тривали з 4 до 20 лютого в Пекіні (Китай). Це був дебютний виступ країни на зимових Олімпійських іграх. Делегація складалася з одного гірськолижника. Річардсон Віано як єдиний представник своєї країни ніс її прапор на церемонії відкриття.

## Спортсмени
Кількість спортсменів, що взяли участь в Іграх, за видами спорту.
| Вид спорту          | Чоловіки | Жінки | Загалом |
| ------------------- | -------- | ----- | ------- |
| Гірськолижний спорт | 1        | 0     | 1       |
| Загалом             | 1        | 0     | 1       |

## Гірськолижний спорт
Від Гаїті на Ігри кваліфікувався один гірськолижник, що відповідав базовому кваліфікаційному критерію. У три роки Віано всиновили батьки, що жили у Французьких Альпах. Він взяв участь у змаганнях з гігантського слалому, але не зміг подолати трасу.
| Спортсмен       | Дисципліна                    | 1-й спуск | 1-й спуск | 2-й спуск   | 2-й спуск   | Сума        | Сума        |
| Спортсмен       | Дисципліна                    | Час       | Місце     | Час         | Місце       | Час         | Місце       |
| --------------- | ----------------------------- | --------- | --------- | ----------- | ----------- | ----------- | ----------- |
| Річардсон Віано | Гігантський слалом (чоловіки) | НФ        | НФ        | Не потрапив | Не потрапив | Не потрапив | Не потрапив |